# Adrian Vermeule
Cornelius Adrian Comstock Vermeule (Cambridge, Massachusetts, 1968) é um professor e acadêmico jurídico norte-americano.

## Educação
Vermeule é graduado no Harvard College (1990) e na Harvard Law School (1993).

## Carreira profissional
Vermeule nasceu em Cambridge, Massachusetts em 1968.
Ele ingressou na Faculdade de Direito da Universidade de Chicago em 1998 e foi premiado duas vezes com o Prêmio de Excelência em Ensino (2002–2004).
Vermeule tornou-se professor de Direito na Harvard Law School em 2006, foi nomeado John H. Watson pelo também professor de Direito em 2008 e Direito Constitucional em 2016. Ele foi eleito para a Academia Americana de Artes e Ciências em 2012.
Em 2015, Vemule participou da revisão do livro, The New Rambler.
Terá se convertido ao catolicismo influenciado pela vida do Santo John Henry Newman.